# 雷射手術刀
雷射手術刀是一種外科手術所使用的手術刀，透過適當能量的雷射光束切割或燒蝕生物組織。雷射手術刀於1964年發明。二氧化碳雷射因為波長最容易被水吸收，因此常常被用於用於切割軟組織，尤其其幾乎能夠應用在所有的軟組織手術上。二氧化碳雷射手術相比於傳統手術刀手術的優點有出血極少，腫脹和不適的情況也較少，使用感染威脅大幅降低並減少手術時間。今日雷射手術刀常見的應用包括有口腔顎面外科、牙周外科、腫瘤外科等。

## 外部連結
- Vanderbilt — free electron laser for brain tumor removal
- Harvard — laser micro-scalpels （页面存档备份，存于）